# Kiang East
Kiang East är ett distrikt i Gambia. Det ligger i regionen Lower River, i den centrala delen av landet, 100 km öster om huvudstaden Banjul. Antalet invånare var 6 801 vid folkräkningen 2013. De största orterna då var Kaiaf och Madina Kaiaf.